# Margareta av Ungern (helgon)
Margareta av Ungern, född 27 januari 1242 i Klis, död 18 januari 1270 i Budapest, var en ungersk prinsessa och nunna. Hon vördas som helgon inom Romersk-katolska kyrkan, med minnesdag den 18 januari.
Margareta var dotter till Béla IV. Hon blev dominikannunna år 1261 och ägnade sig åt bön och botgöring samt bistod de sjuka.

## Bilder
| - Heliga Margaretas grav. |